# Sagmatocythere sawanensis
Sagmatocythere sawanensis – wymarły gatunek małżoraczka z rzędu Halocyprida i rodziny Loxoconchidae.
Gatunek ten został opisany w 2013 roku przez Hirokazu Ozawę i Takahiro Kamiyę.
Małżoraczek o karapaksie samic długości około 0,5 i wysokości około 0,3 mm, u samców bardziej wydłużony niż u samic. Obrys karapaksu w widoku bocznym czworokątny, na przednim brzegu ukośnie zaokrąglony, na grzbietowym i brzusznym brzegu lekko zakrzywiony, na tylnym brzegu ścięty. Poza silnie zwapniałą częścią środkową powierzchnia klap siateczkowato urzeźbiona, opatrzona porami, na przednim i tylnym brzegu z drobnymi dołeczkami. Siateczkowanie u samców większe niż u samic. Ponadto w części tylno-grzbietowej biegnie lekko łukowato wygięta listewka, a wzdłuż przednich i tylnych krawędzi klap spłaszczone kryzy. Guzki oczne wyraźne, zaokrąglone. Zamek klap typu gongylodontycznego tj. o zwiększających ząbkach na jednej klapie i coraz mniejszych kieszonkach na drugiej w kierunku ku tyłowi. U tego gatunku na prawej klapie w części przedniej zamka znajduje się pojedynczy ząb otoczony podkowiastym wgłębieniem, część środkowa jest gładka, a w części tylnej znajduje się pojedynczy, przecinkokształtny ząbek i duża kieszeń. Dwa środkowe z czterech mięśni zwieraczy są przedłużone.
Skorupiak znany z osadów z wczesnego, środkowego i późnego plejstocenu, zdeponowanych w różnych formacjach na obszarze Japonii.